# NGC 2534
NGC 2534 je galaksija u zviježđu Risu.

## Vanjske poveznice
- SEDS: NGC 2534